# Pascal Hens
Pascal Hens (født 26. marts 1980 i Daun) er en tysk tidligere håndboldspiller (venstre back), der sluttede sin karriere i HBW Balingen-Weilstetten. Tidligere var han i blandt andet en halv sæson for danske HC Midtjylland samt for HSV Hamburg og SG Wallau-Massenheim. Han spillede desuden for Tysklands landshold og var blandt andet med til at blive verdens- og europamester.

## Klub
På klubplan havde han størst succes i HSV Hamburg, hvor han spillede i tretten sæsoner. Han var her med til at vinde to tyske pokaltitler (2006 og 2012), det tyske mesterskab i 2011 samt Champions League i 2013.
Da Hamburg gik konkurs i begyndelsen af 2016, indgik HC Midtjylland en kontrakt med Hens for resten af sæsonen. Da kontrakten udløb, skiftede han tilbage til Tyskland og Baligen-Weilstetten, inden han indstillede karrieren året efter.

## Landshold
Hens debuterede på det tyske landshold i 2001 og spillede 199 landskampe med 565 mål til følge. Han var blandt andet med til at vinde EM-guld i 2004 og VM-guld i 2007.
Han deltog i to olympiske lege. Første gang var ved OL 2004 i Athen, hvor Tyskland efter en tredjeplads i indledende pulje besejrede Spanien i kvartfinalen efter forlænget spilletid og straffekastkonkurrence. I semifinalen slog tyskerne det russiske hold, hvorpå det blev til sølvmedaljer efter nederlag i finalen på 24-26 til Kroatien, mens russerne fik bronze. Ved OL 2008 i Beijing blev Tyskland nummer ni.
Hens indstillede sin landsholdskarriere i 2012.